# Rikizo Takata
 (septembre 2013).
Pour les articles homonymes, voir Takata (homonymie).
Rikizo Takata (高田 力蔵, Takata Rikisō), né le 18 octobre 1900 à Kurume et mort le 31 octobre 1992 à Tokyo, est un peintre de paysages et illustrateur japonais du XXe siècle.

## Biographie
Il se forme et travaille assez longtemps en France.
Peintre de paysages, dans un style proche de celui de l'École de Paris, il n'en réussit pas moins à traduire l'essence même de la nature et des villes japonaises et élabore, par le seul jeu de la description naturaliste, une peinture japonaise de style occidental.
Il met son talent au service des très beaux sites de son pays, dans l'île de Kyūshū (troisième par sa taille et la plus méridionale des quatre îles principales du Japon) notamment, et la ville de Kyoto, ses temples, ses jardins et ses palais, particulièrement dans une série de 1974, Les Saisons à Kyoto, qui tient lieu d'illustration au roman Koto (l'Ancienne Capitale), l'un des plus connus de Yasunari Kawabata, Prix Nobel de littérature.